# Bojna ladja Galaktika (TV-serija, 2004)
Bojna ladja Galactica (v izvirniku Battlestar Galactica) je znanstvenofantastična televizijska serija, ki jo je ustvaril scenarist in producent Ronald D. Moore in je bila na sporedu med letoma 2004 in 2009 na ameriškem televizijskem kanalu Sci Fi Channel. Gre za priredbo istoimenske serije, ki jo je leta 1978 ustvaril producent Glen Larson, na sporedu v sezoni 1978–1979.
Uvod v glavni del serije je bila triurna miniserija v dveh delih, ki so jo na Sci Fi Channelu predvajali decembra 2003 in se na podlagi njenega uspeha (prvi del je gledalo 3,9, drugega pa 4,5 milijonov gledalcev, s čimer je bila tretji najbolj gledan program vseh časov na tej postaji) odločili za financiranje nadaljevanja. Serija je dosegla visoko gledanost in bila deležna širokega priznanja kritikov ter prejela več nagrad, med njimi nagrado Hugo za kratko igrano dramsko delo ter več nominacij za nagrade emmy.

## Povzetek zgodbe
Glavni del serije nadaljuje zgodbo miniserije, v kateri je dvanajst človeških kolonij uničenih ob jedrskem napadu Silonov, rase inteligentnih strojev, ki so jih v preteklosti ustvarili ljudje sami. Preživi samo peščica tistih, ki so se uspeli pravočasno evakuirati ali so bili v času napada v vesolju. Preživeli se zberejo v improvizirani floti vesoljskih ladij pod vodstvom bojne ladje Galaktika, ki ji poveljuje admiral William Adama, in se odpravijo na iskanje mitične trinajste kolonije - Zemlje.
Tekom serije se preživeli soočajo z nenehnimi napadi silonskih zasledovalcev, negotovostjo preživetja človeštva in političnimi boji ob poskusih ponovnega vzpostavljanja družbe. Dodaten zaplet predstavlja dejstvo, da je med njimi skritih osem modelov silonov, ki jih ni mogoče ločiti od ljudi in bodisi se, bodisi se ne zavedajo svoje narave. Pomemben element zgodbe so legende in preroška videnja glavnih likov, ki nakazujejo na aktivno vpletenost Božje sile. Taka je predvsem usoda častnice Kare »Starbuck« Thrace, ki je predmet prerokbe, da bo postala »Prinašalec Smrti«, ki bo popeljal »človeštvo do njegovega konca«. Vpletenost višje sile se kaže tudi v prividih - »angelih«, ki vplivajo na dejanja nekaterih od njih, predvsem dr. Gaiusa Baltarja. Ta je v začetku nevede vpleten v silonsko zaroto, ki omogoči uničenje kolonij, in je v očeh večine preživelih izdajalec. Tudi sam je sprva prepričan da je Silon in s sovražnikom sodeluje, kasneje pa pod vplivom angela v podobi Silona - Številke šest ustanovi uspešen monoteističen kult kot nasprotje uradni religiji, ki jo pooseblja predsednica Laura Roslin.
Postopoma se odnos med ljudmi in Siloni spremeni. Razkrijejo se prej skriti silonski modeli, med katerimi so se nekateri čustveno zapletli s člani posadke Galaktike in simpatizirajo s človeštvom. Poleg tega znotraj Silonov pride do nasilnega razkola, v katerem polovica pod vodstvom Številke ena / Brata Cavila nadaljuje z vojno, drugi pa zagovarjajo sobivanje z ljudmi kljub notranjim konfliktom in sovraštvu, ki so ga še vedno deležni s strani nekaterih ljudi. Izkaže se tudi, da so Siloni in ljudje genetsko združljivi in imajo lahko potomce. Eden od teh hibridnih otrok, Hera, hči pilota Karla Agathona in Sharon Agathon (humanoiden Silon), je še posebej pomembna za razplet, kar se kaže tudi v mnogih preroških sanjah glavnih likov.
V zadnjih epizodah Kara Thrace s pomočjo videnja pripelje preostanek preživelih ljudi in Silonov na idiličen planet, ki ga William Adama poimenuje Zemlja. Izkaže se, da je to dejanska Zemlja, kjer živijo primitivni ljudje, kar postavi čas dogajanja 150.000 let v preteklost (namesto v prihodnost, kot je običajno pri znanstvenofantastičnih delih). Odločijo se, da bodo zavrgli tehnologijo, ki jo krivijo za svojo usodo in ostali tu. Zato zapeljejo celotno floto v Sonce, serija pa se konča s prizorom sodobnega mesta 150.000 let kasneje, v katerem dva angela - Gaius Baltar in Številka šest - ugibata o tem, ali se bo zgodovina še enkrat ponovila. Prizor, v katerem naključni mimoidoči odpre revijo National Geographic in prebira članek o 150.000 let starih ostankih t. i. mitohondrijske Eve, pa nakaže, da je hibridni otrok Karla in Sharon neposredni prednik vseh sodobnih ljudi.

## Igralska zasedba

### Glavni liki
- Edward James Olmos — William Adama
- Mary McDonnell — Laura Roslin
- Katee Sackhoff — Kara »Starbuck« Thrace
- Jamie Bamber — Lee »Apollo« Adama
- James Callis — Dr. Gaius Baltar
- Tricia Helfer — Številka šest (Caprica / Shelley Godfrey / Gina Inviere / Natalie / Lida / Sonja)
- Grace Park — Številka osem (Sharon »Boomer« Valerii / Sharon »Athena« Agathon)
- Michael Hogan — Saul Tigh

### Stranski liki
- Aaron Douglas — Galen Tyrol
- Tahmoh Penikett — Karl »Helo« Agathon
- Alessandro Juliani —  Felix Gaeta
- Michael Trucco — Samuel T. Anders
- Paul Campbell — Billy Keikeya
- Nicki Clyne — Cally Henderson Tyrol
- Kandyse McClure — Anastasia »Dee« Dualla

### Drugi stalni liki
- Richard Hatch — Tom Zarek
- Lucy Lawless — Številka tri (D'Anna Biers)
- Matthew Bennett — Številka pet (Aaron Doral)
- Callum Keith Rennie — Številka dve (Leoben Conoy)
- Dean Stockwell — Številka ena (Brat Cavil / John)
- Rick Worthy — Številka štiri (Simon)
- Lorena Gale — Elosha
- Rekha Sharma — Tory Foster
- Kate Vernon — Ellen Tigh
- Donnelly Rhodes — Sherman »Doc« Cottle
- Luciana Carro — Louanne »Kat« Katraine
- Samuel Witwer — Alex »Crashdown« Quatararo
- Leah Cairns — Margaret »Racetrack« Edmondson
- Michelle Forbes — Helena Cain
- Mark Sheppard — Romo Lampkin
- Erica Cerra — Maya

## Seznam epizod
- Seznam epizod serije Bojna ladja Galaktika (2004)